# Amedeo Vergani
Amedeo Vergani (Erba, 29 ottobre 1944 – Merone, 1º maggio 2010) è stato un giornalista e fotoreporter italiano.

## Biografia
Amedeo Vergani nasce ad Erba, in provincia di Como, il 29 ottobre 1944.

### L'attività fotogiornalistica
Iniziò la sua carriera giovanissimo, quando ancora frequentava il liceo classico, come collaboratore di un quotidiano locale, La Provincia di Como.
Terminata la scuola fu assunto come cronista e in seguito gli venne affidata la responsabilità dell'appena istituita redazione di Lecco. Tra i vari problemi si trovò a dover organizzare un servizio di “fotoreporters-collaboratori” e mentre avviò l'istituzione di questa struttura, per alcuni mesi dovette provvedere a realizzare le immagini per illustrare i suoi articoli di cronaca. Iniziò anche una collaborazione fotografica con l'agenzia internazionale Associated Press. Quando diventò giornalista professionista nel 1971 lasciò Lecco per entrare a far parte della redazione centrale del quotidiano e diventò corrispondente dalla provincia di Como del Corriere della Sera, del Corriere d'Informazione, del Corriere del Ticino di Lugano e anche dell'agenzia Nea e Aga per l'area nord-ovest della Lombardia e per la Svizzera italiana. In questa prima fase professionale il lavoro da cronista si alternava ad una serie di esperienze da inviato e iniziò a viaggiare all'estero realizzando reportage fotografici e d'attualità.
(Ferdinando Scianna)
Tra le varie esperienze nel 1968 fu tra i primi occidentali a visitare l'Albania maoista di Hoxha, per l'epoca fu un vero e proprio viaggio scoop, e le sue foto vennero pubblicate su molte tra le più importanti testate. Seguono Balcani, Medio Oriente, Paesi dell'area islamica subsahariana e Nord Africa dove documentò in particolare la vita delle popolazioni nomadi, compresi territori al centro di guerre e guerriglie come il Kurdistan o il Sahara Spagnolo durante il periodo della decolonizzazione e delle prime azioni del fronte Polisario. Durante questi anni avviò una sempre più intensa collaborazione con il Centro Iconografico dell'Istituto Geografico De Agostini realizzando servizi di documentazione sulla vita e le tradizioni di alcuni paesi dell'Europa e del Medio Oriente e collaborando alla realizzazione di una serie di volumi sull'Italia rivisitando il Paese attraverso gli italiani.
Nel 1977 lasciò il giornale del quale era dipendente e contemporaneamente anche la macchina da scrivere, per dedicarsi, attraverso la libera professione, esclusivamente al giornalismo fotografico come inviato su temi di carattere geografico-sociale, culturale e folklorico sia in Italia che in molti paesi in giro per il mondo. La libera professione fu uno strumento di maggior libertà professionale e il giornalismo fotografico fu un passepartout per allargare al di là delle barriere linguistiche l'area delle riviste attraverso le quali proporre gli argomenti dei propri reportage realizzati in giro per il mondo. Come “inviato freelance”  collaborò alle principali riviste illustrate europee con rapporti intensissimi con testate italiane “storiche” come Atlante, Gente Viaggi, Natura Oggi, Week End, A Tavola, Epoca, Meridiani, Capital, Focus, Airone, Bell'Italia, Bell'Europa e molte altre ancora. Molto intensa anche la collaborazione con alcune tra le più importanti riviste straniere come Bunte, Merian, Geo e in particolare con la tedesca Geo Saison della quale, per anni, è stato un collaboratore di staff. Gli furono dati tanti riconoscimenti, ad esempio nel 1984 la rivista fotografica francese Photo premiò una sua foto usata dalla rivista tedesca Stern come una delle più belle doppie pagine pubblicate in quell'anno e in settembre, per un servizio su Atlante, gli venne assegnato il primo premio nel settore giornalismo del Premio Lago Maggiore. La rivista tedesca Geo nel numero di febbraio '86, pubblicando uno dei suoi numerosi servizi, oltre a dedicargli la copertina, lo presentò mettendo in risalto il grande successo con il quale portava avanti a livello internazionale la sua professione
Attraverso il proprio archivio fotografico fornì immagini per le più disparate iniziative editoriali sia in Italia che all'estero ed in particolare per libri e volumi illustrati come Majestuese Italie edito da Atlas di Parigi,  Ägypten e Sűdtirol, entrambi nella Collection Merian tedesca (serie sul mondo visto attraverso le immagini dei più prestigiosi fotografi), Giobbian edito da Electa Editore, Fiere, Santi, Miracoli nell'Alta Brianza, Il palio di Feltre, L'acropoli di Atene, I palazzi di Creta, I palazzi del Canal Grande e Cina: il volto di un grande Paese editi dall'Istituto Geografico DeAgostini e Lavoro artigiano in Lombardia. Ha inoltre collaborato all'illustrazione di importanti opere grafiche come Il Milione edito da IGDA Novara, Il Grande Atlante e La Geografia di Biagi della Rizzoli di Milano.
Le sue foto furono esposte in moltissime mostre, in tutte le parti del mondo, come negli Stati Uniti, in Germania, in Cina, in Francia, in Giappone e in Italia, in contesti prestigiosi come la Biennale di Venezia, la Triennale di Milano, il Guggenheim di Venezia, il Sicof Cultura, il Vitra Design Museum, il Centre Georges Pompidou a Parigi, il Museo d'Arte Moderna di Pechino, la Neikrug Gallery di New York, la galleria Il Diaframma (di Lanfranco Colombo) di Milano e molti altri ancora.

### L'attività sindacale
Accettò anche incarichi professionali legati alla conduzione di stage e corsi di specializzazione per mettere a disposizione di colleghi più giovani le esperienze da lui acquisite durante la sua carriera di fotogiornalista.. Questa scelta maturò parallelamente al crescente impegno negli organismi istituzionali della sua professione ed in particolare nel sindacato dei giornalisti e nelle aggregazioni che hanno come scopo quello di difendere e meglio qualificare il lavoro di chi si occupa di informazione visiva ed in particolare di fotografia. Per molti anni è stato un attento e instancabile sostenitore della dignità dei fotogiornalisti, animando molte battaglie a favore della categoria, dedicando il suo tempo e le sue risorse con il solo scopo di migliorare la situazione dei giornalisti dell'informazione visiva. Il suo impegno nel sindacato di categoria l'ha portato ad essere per diversi anni all'interno di organismi della Federazione Nazionale Stampa Italiana della quale fu consigliere e fino all'ultimo dirigente con il Gruppo dei Giornalisti dell'informazione visiva, nonché componente della commissione contratto e consigliere dell'Associazione Lombarda dei Giornalisti. Assieme ad altri colleghi si è impegnato per realizzare, in seno alla FNSI, un centro analisi e documentazione sui problemi dell'informazione del giornalismo. Così è nata LSDI (Libertà di Stampa/Diritto all'Informazione), un organismo spontaneo ed autonomo, anche se fortemente collegato al sindacato, di cui è sempre stato un vivace animatore, anche su problemi non specificatamente relativi al giornalismo.
In Lombardia ha rivitalizzato a metà degli anni novanta il primo GSGIV (Gruppo di Specializzazione dei Giornalisti dell'Informazione Visiva), fondando il GSGIV regionale lombardo che fa capo all'Associazione Lombarda dei Giornalisti. Con il suo lavoro volontario come presidente di questo gruppo di specializzazione ha sempre continuato a denunciare le drammatiche condizioni della sua categoria, cercando anche di dare una sorta di consapevolezza riguardo al proprio mestiere ai colleghi fotogiornalisti. Il suo impegno all'interno del GSGIV lombardo ha anche dato il via alla fondazione di altri GSGIV regionali (ad esempio in Veneto e in Liguria), aumentando la coesione dei giornalisti dell'informazione visiva non solo in Lombardia. La sua ultima battaglia fu per un tariffario minimo per il riconoscimento della pari dignità del giornalista. Per molti anni è stato un punto di riferimento per giornalisti e fotogiornalisti, investendo il suo talento e dedicandosi con totale dedizione al bene comune dei colleghi.
Un malore lo fermò la notte del primo maggio 2010 mentre riposava nella sua casa di Merone.
(Franco Siddi, Segretario nazionale della Federazione Nazionale della Stampa Italiana)

## Opere

### Lista di volumi pubblicati con sue immagini
(incompleta)
- L'acropoli di Atene, Istituto Geografico DeAgostini, Novara 1981
- I palazzi di Creta, Istituto Geografico DeAgostini, Novara 1981
- I palazzi del Canal Grande, Istituto Geografico DeAgostini, Novara 1983
- Giobbian - Riti invernali del mondo contadino lombardo, testo di Nanni Svampa Electa, Milano 1983
- Ägypten, Collection Merian, Hamburg 1989
- Sűdtirol, Collection Merian, Hamburg 1989
- Il venerdì santo. Romagnano Sesia, Romagnano Sesia 1989
- Il palio di Feltre, testo di Silvio Guarnieri, Ente Palio di Feltre, Feltre 1991
- Majestueuse Italie, testo di Guillemette de Vericourt, Editions Atlas, Issy les Moulineaux 1993
- Fiere, santi, miracoli nell'Alta Brianza, a cura della Cassa rurale ed artigiana dell'alta Brianza, Alzate Brianza 1993

### Lista di volumi contenenti sue immagini
(incompleta)
- L'uomo e l'economia: universo uomo, a cura di Achille Marra, Editrice AMZ Milano 1977
- La donna e le società: universo uomo, a cura di Anna Mei, Editrice AMZ Milano 1978
- L'uomo e l'alimentazione: universo uomo, a cura di Anna Mei e Antonio Calvi, Editrice AMZ Milano 1979
- L'uomo e le scienze: universo uomo, a cura di Emilia Tanara, Editrice AMZ Milano 1979
- Lavoro artigiano in Lombardia, 1979
- Cina il volto di un grande paese, Istituto Geografico DeAgostini, Novara 1982
- Expo Arte Fotografica, Fiera Internazionale di Arte Contemporanea 1985, Editori Laterza, Roma-Bari 1985
- La chine au quotidien, Editions Atlas, 1985
- Chi tropo e chi niente. Catalogo generale della Mostra Fotografica a cura del Centro Diaframma-Canon, a cura del Centro Il Diaframma Genova, Microart's Edizioni Recco 1986
- 89: il diaframma - Kodak Cultura, a cura di Lanfranco Colombo, Galleria e Libreria dell'Immaginazione Milano 1989
- SICOF'89, ASSOEXPO 13º salone internazionale, a cura di Lanfranco Colombo, EFFEBIERRE Milano 1989
- 1995 Third World Almanac, a cura di Dexter Tiranti, New Internationalist Hong Kong 1994
- Il Bel Paese, Cento anni d'amore per l'Italia 1894-1994, a cura di Antonio Preiti, introduzione di Indro Montanelli, Touring Club Italiano Milano 1994
- 95: il diaframma - Kodak Cultura, a cura di Lanfranco Colombo, Galleria e Libreria dell'Immaginazione Milano 1996
- eye to eye • women, a cura di Vanessa Baird, introduzione di Anita Desai, New Internationalist Oxford 1996
- 1998 One World Almanac, a cura di Dexter Tiranti, New Internationalist Hong Kong 1997
- Un paese unico. Italia, fotografie. 1900-2000, a cura di Cesare Colombo, Alinari Firenze 1997
- eye to eye - childhood, New Internationalist Publications Ltd, Oxford 1998
- Second Sight, a cura di Troth Wells, New Internationalist Oxford 1998
- The A to Z of WORLD DEVELOPMENT, New Internationalist Publications Ltd, Oxford 1998
- L'io e il suo doppio. Un secolo di ritratto fotografico in Italia 1895/1995, Alinari Idea, Firenze 1998
- Spices of Life: Piquant Recipes from Africa, Asia and Latin America, New Internationalist Publications Ltd, Oxford 2001
- 2003 One World Almanac, a cura di Dexter Tiranti, New Internationalist Hong Kong 2002

## Mostre
(incompleta)
- Riti invernali del mondo contadino lombardo, Villa Comunale di Crevenna, Erba 15 dicembre 1984 - 20 gennaio 1985
- Chi troppo chi niente, a cura del Centro Il Diaframma Genova, Teatro del Falcone Bardolino (VR) 1986
- Il Cairo, Galleria Diaframma 1989
- Ladins, presso AssoExpo - Sicof'89, 13º Salone Internazionale foto-cine-video-ottica-audiovisivi, Galleria Diaframma 1989
- South Africa, Galleria Diaframma 1989
- XLVI Esposizione internazionale d'arte di Venezia, Venezia 1995
- Il Cairo, Triennale di Milano, Milano 1993
- Il Cairo, Biblioteca del giornale Alto Adige, Bolzano 1997
- Un pais unico. Italia, fotografias 1900-2000, Biblioteca Luis Ángel Arango, Bogotà 1999
- SIE: 15 anni di immagini, Scuola Romana di Fotografia, Roma 2001
- LIVING IN MOTION, Vitra Design Museum, Weil am Rhein 2002
- Paesaggi di tetti – Dachlandschaften, Galleria della Comunità Comprensoriale, Egna 2002
- Architetture in terra crusa, Beaubourg Paris, Parigi
- Italy - Unrivalled Landscape - Photographs 1900-2000, Bratislava 2005
- Il Diaframma di Lanfranco Colombo. I Maestri della fotografia, Guggenheim presso il Palazzo Venier dei Leoni, Venezia 2006
- Cento anni di imprese per l'Italia, Triennale di Milano - Museo dell'Ara Pacis di Roma, 2010
- Feste religiose in Sicilia: tra fede cristiana e riti pagani, Galleria Fotografica Luigi Ghirri presso la Corte Capitaniale di Caltagirone, 2011[9]
- Amedeo Vergani, lo scatto che racconta, Palazzo Zaffiro Isacco, Merone, 2011[10]
- La terra che ci nutre, EXPO 2015, Padiglione Cascina Triulza - Padiglione della Società Civile, Milano, 2015[11]
- La terra che ci nutre, Villa Cagnola (La Rotonda), Inverigo, 2015[11]

## Riconoscimenti
(incompleti)
- 1984: Una sua immagine pubblicata sulla rivista tedesca Stern è premiata come una delle migliori doppie pagine dell'anno dalla rivista francese Photo.
- 2011: Targa alla memoria consegnata all'interno del premio Guido Vergani per i cronisti lombardi dell'anno[12].